# Bugaj (Suchedniów)
Bugaj – dzielnica w centralnej części miasta Suchedniowa w woj. świętokrzyskim, w powiecie skarżyskim. Rozpościera się wzdłuż ulicy Bugaj. Do końca 1955 roku samodzielna wieś.

## Historia
Bugaj w latach 1867–1954 należał do gminy Suchedniów w powiecie kieleckim w guberni kieleckiej. W II RP przynależał do woj. kieleckiego, gdzie 2 listopada 1933 wraz z wsią Kleszczyny utworzył gromadę o nazwie Kleszczyny w gminie Suchedniów.
Podczas II wojny światowej włączony do Generalnego Gubernatorstwa, nadal jako część gromady Kleszczyny gromada w gminie Suchedniów, liczącej 1422 mieszkańców. Po wojnie w województwa kieleckim, nadal w gminie Suchedniów.
W związku z reformą znoszącą gminy jesienią 1954 roku, Kleszczyny (z Bugajem) włączono do nowo utworzonej gromady Suchedniów. 1 stycznia 1956 gromadę Suchedniów zniesiono w związku z nadaniem jej statusu osiedla, przez co Bugaj stał się integralną częścią Suchedniowa. 18 lipca 1962 osiedlu Suchedniów nadano status miasta, przez co Bugaj stał się obszarem miejskim.